# Јохан Кројф
Хенрик Јоханес Кројф (хол. Hendrik Johannes Cruijff; Амстердам, 25. април 1947 — Барселона, 24. март 2016) био је холандски фудбалер. Играо је за Ајакс, Барселону, Фајенорд и такође је био фудбалски репрезентативац Холандије и тренер. Троструки је освајач Златне лопте. Кројф је био најпознатији експонент фудбалске филозофије познате као тотални фудбал коју је истраживао је Ринус Миклс и нашироко се сматра једним од највећих играча у историји фудбала. Крајем шездесетих и почетком 1970-их, холандски фудбал се уздигао из непознанице да би постао моћна сила у спорту. Кројф је предводио Холандију у финалу ФИФА Светског првенства 1974. и освојио је Златну лопту као играч турнира. У финалу 1974, он је извео финту која је касније добила име по њему, „Кројфов заокрет”, потез који је широко репликован у модерној игри. Носећи дрес са бројем 14, поставио је тренд ношења бројева мајица изван уобичајених узастопних бројева од један до једанаест.

## Младост
Одрастао је у улици пет минута удаљеној од Ајаксовог стадиона, његовог првог фудбалског клуба. Јохан је био други син Хермануса Корнелиса Кројфа (1913—1959) и Петронеле Бернарде Драјер (1917—2007), из скромне радничке класе у источном Амстердаму. Кројф, охрабрен својим оцем који воли фудбал и блиском близином стадиона Акерстраат, играо је фудбал са школским друговима и старијим братом Хенијем, кад год је могао, и идолизовао холандског дриблера Фаса Вилкеса.
Године 1959. Кројфов отац је умро од срчаног удара. Смрт његовог оца имала је велики утицај на његов менталитет. Како се Кројф сећао, на прослави свог 50. рођендана, „Мој отац је умро када сам имао само 12, а он 45 година. Од тог дана ме је све више обузимало осећање да ћу умрети у истој години, а када сам имао озбиљне проблеме са срцем када сам напунио 45, помислио сам: 'То је то.' Само ме је медицинска наука, која није могла да помогне мом оцу, одржала у животу.“ Гледајући на потенцијалну фудбалску каријеру као на начин одавања почасти свом оцу, смрт је инспирисала Кројфа снажне воље, који је такође често посећивао место сахране. Његова мајка је почела да ради у Ајаксу као чистачица, одлучивши да више не може да ради у продавници без свог мужа, и то је у будућности учинило Кројфа скоро опседнутим финансијском сигурношћу. Његова мајка је убрзо упознала свог другог мужа, Хенка Ангела, радника на терену у Ајаксу који је показао као кључни утицај у Кројфовом животу.

## Клупска каријера

### Ајакси златна ера тоталног фудбала
Кројф се придружио омладинском систему Ајакса на свој десети рођендан. Кројф и његови пријатељи су често посећивали „игралиште“ у свом комшилуку, а тренер младих играча Ајакса Џени ван дер Вен, који је живео у близини, приметио је Кројфов таленат и одлучио да му понуди место у Ајаксу без формалног избора. Када се први пут придружио Ајаксу, Кројф је више волео бејзбол и наставио да се бави тим спортом до петнаесте године када је дао отказ на наговор својих тренера.
За први тим је дебитовао 15. новембра 1964. у Ередивизији, против ГВАВ-а, постигавши једини гол за Ајакс у поразу од 3–1. Те године Ајакс је завршио на најнижој позицији од оснивања професионалног фудбала, на 13. месту. Кројф је почео да оставља позитиван утисак у сезони 1965–66 и успоставио се као редовни играч првог тима након што је постигао два гола против ДВС-а на Олимпијском стадиону 24. октобра 1965. у победи од 2–0. У седам утакмица те зиме постигао је осам голова, а у марту 1966. постигао је прва три гола у лигашкој утакмици против Телстара у победи од 6–2. Четири дана касније, у куп утакмици против Вендама у победи од 7-0, постигао је четири гола. Укупно те сезоне, Кројф је постигао 25 голова у 23 утакмице, а Ајакс је освојио првенство лиге.
У сезони 1966–67, Ајакс је поново освојио првенство лиге, а такође је освојио и Куп Холандије, за Кројфов први „дубл“. Кројф је завршио сезону као водећи стрелац Ередивизије са 33 гола. Кројф је освојио лигу трећу узастопну годину у сезони 1967–68. Такође је други пут узастопно проглашен за холандског фудбалера године, што је поновио 1969. године 28. маја 1969. Кројф је играо у свом првом финалу Купа Европе против Милана, али су Италијани победили резултатом 4-1.
У сезони 1969–70, Кројф је освојио своју другу лигу и куп „дубл“; на почетку сезоне 1970–71, доживео је повреду препона. Вратио се у игру 30. октобра 1970. против ПСВ-а, и уместо да носи свој уобичајени број 9, користио је број 14. Ајакс је победио 1-0. Иако је тих дана било веома неуобичајено да почетници утакмице не играју са бројевима од 1 до 11, од тог тренутка Кројф је носио број 14, чак и са репрезентацијом Холандије.
У лигашкој утакмици против ФК АЗ '67 29. новембра 1970. Кројф је постигао шест голова у победи од 8–1. После победе у поновљеном финалу КНВБ купа против Спарте из Ротердама резултатом 2-1, Ајакс је победио у Европи по први пут. 2. јуна 1971. у Лондону, Ајакс је освојио Куп Европе победивши Панатинаикос са 2-0. Са Ајаксом је потписао седмогодишњи уговор. На крају сезоне проглашен је за холандског и европског фудбалера године за 1971.
Године 1972. године, Ајакс је освојио други Куп Европе, победивши у финалу милански Интер са 2-0, а Кројф је постигао оба гола. Ова победа је подстакла холандске новине да објаве пропаст италијанског стила дефанзивног фудбала у односу на тотал фудбал. Кројф је такође постигао гол у победи од 3–2 над АДО Ден Хаг у финалу КНВБ купа. У лиги, Кројф је био најбољи стрелац са 25 голова. Ајакс је освојио Интерконтинентални куп, победивши аргентински ФК Индепендијентее са 1–1 у првој утакмици, након чега је уследило 3–0, а затим је у јануару 1973. освојио Суперкуп Европе победивши ФК Ренџерс у гостима са 3–1 и 3–2 у Амстердаму. Кројф је једини аутогол постигао 20. августа 1972. против ФК Амстердам . Недељу дана касније, против Го Ахеад Еаглеса у победи од 6-0, Кројф је постигао четири гола за Ајакс. Сезона 1972–73 је завршена још једном победом у првенству и трећим узастопним Купом Европе победом од 1:0 над Јувентусом у финалу.

### Барселона и прва титула у Ла Лиги за 14 година
Средином 1973. Кројф је продат Барселони за 6 милиона гулдена (приближно 2 милиона долара) у висини накнаде за трансфер који је у то време био рекордан. Датума 19. августа 1973. одиграо је свој последњи меч за Ајакс где су победили ФК Амстердам резултатом 6–1, други меч у сезони 1973–74.
Кројф се допао навијачима Барселоне када је за свог сина одабрао каталонско име Жорди. Помогао је клубу да освоји Ла Лигу по први пут од 1960. године, савладавши најљући ривала Реал Мадрид са 5-0 у свом дому на Сантијаго Бернабеуу . Хиљаде навијача Барселоне који су гледали меч на телевизији изашло је из својих домова да се придружи уличном слављу. Новинар Њујорк тајмса написао је да је Кројф за 90 минута учинио више за дух каталонског народа него многи политичари у годинама борбе. Историчар фудбала Џими Бернс изјавио је да „тим са Кројфом не може да изгуби“. Дао им је брзину, флексибилност и осећај за себе. Године 1974. Кројф је проглашен за фудбалера године Европе.
Током свог боравка у Барселони, у утакмици против Атлетико Мадрида, Кројф је постигао гол у којем је скочио у ваздух и десном петом ударио лопту поред Мигела Реине у гол Атлетика (лопта је била у висини врата и већ је путовао далеко од далеког ступа). Гол је приказан у документарцу En un momento dado, у којој су обожаватељи Кројфа покушали да поново створе тај тренутак. Гол је назван Le but impossible de Cruyff (Кројфов немогућ циљ). 1978. Барселона је победила Лас Палмас са 3–1 и освојила Copa del Rey . Кројф је одиграо две утакмице са Пари Сен Жерменом 1975. током турнира у Паризу. Пристао је само зато што је био обожаватељ дизајнера Данијела Хехтера, који је тада био председник ПСЖ-а.

### Кратко пензионисање и периоди у САД
Кројф се накратко пензионисао 1978. Али након што је изгубио већину свог новца у низу лоших инвестиција, укључујући фарму свиња, што му је саветовао један преварант, Кројф и његова породица су дошли у Сједињене Државе. Како се присећао, „Изгубио сам милионе у узгоју свиња и то је био разлог зашто сам одлучио да поново постанем фудбалер“. Кројф је инсистирао да је његова одлука да настави играчку каријеру у Сједињеним Америчким Државама била кључна у његовој каријери. „Било је погрешно, грешка, да сам престао да играм са 31 са јединственим талентом који сам поседовао“, и додао да је „Почети од нуле у Америци, много миља далеко од моје прошлости, била једна од најбољих одлука које сам донео. Тамо сам научио како да развијем своје неконтролисане амбиције, да размишљам као тренер и о спонзорству.“
Са 32 године, Кројф је потписао уносан уговор са Лос Анђелес Астецима из Северноамеричке фудбалске лиге (НАСЛ). Раније се причало да ће се придружити ФК Њујорк космосу, али договор се није материјализовао; одиграо је неколико егзибиционих игара за Космос. У Астецима је остао само једну сезону и проглашен је за НАСЛ играча године . Након што је размотрио понуду да се придружи ФК Дамбартон у Шкотској, следеће сезоне, прешао је да игра за Вашингтон Дипломатсе. Играо је целу кампању 1980. за Дипломате, иако се тим суочавао са тешким финансијским проблемима. У мају 1981. Кројф је играо као гост за Милан на турниру, али се повредио. Као резултат тога, пропустио је почетак НАСЛ фудбалске сезоне 1981, што је на крају довело до тога да је Кројф одлучио да напусти тим. Кројф је такође мрзео играње на вештачким подлогама, које су у то време биле уобичајене у НАСЛ-у.

### Повратак у Шпанију са Левантеом
У јануару 1981. Кројф је одиграо три пријатељске утакмице за ФК Дордрехт. Такође у јануару 1981, менаџер Џок Волас из енглеског клуба Лестер Сити покушао је да убеди Кројфа да се придружи његовом тиму, такмичећи се са Арсеналом и неименованим немачким клубом, и упркос преговорима који су трајали три недеље, у којима је Кројф изразио жељу да игра за клуб, договор није могао бити постигнут. Кројф је уместо тога одлучио да потпише са шпанском тимом Левантеом.
Првог марта 1981. Кројф је први пут изашао на терен за Леванте, почевши у победи од 1:0 против Паленсије. Повреде и несугласице са администрацијом клуба, међутим, поквариле су његову чаролију у Сегунди дивизији и уписао је само десет наступа и постигао два гола. Пошто није успео да обезбеди промоцију у Примеру, уговор са Левантеом је пропао.

### Повратак у Ајакс
После свог боравка у САД и кратког боравка у Шпанији, Кројф се вратио игрању за Ајакс од почетка сезоне 1981–82. Вратио се у Ајакс 30. новембра 1980, пре него што је играо са Левантеом, као „технички саветник“. Ајакс је у то време био осми на табели после 13 одиграних утакмица. Међутим, после 34 утакмице, Ајакс је сезону 1980–81 завршио као други. У децембру 1981. Кројф је потписао продужење уговора са Ајаксом до лета 1983.
У сезонама 1981–82 и 1982–83, Ајакс је заједно са Кројфом постао шампион лиге. У сезони 1982–83, Ајакс је освојио Куп Холандије (КНВБ-Бекер). Године 1982. постигао је чувени гол против Хелмонд Спорта . Док је играо за Ајакс, Кројф је постигао пенал на исти начин на који је то урадио Рик Копенс 25 година раније. Спустио је лопту као за рутински једанаестерац, али уместо да шутира на гол, Кројф је гурнуо лопту бочно до саиграча Јеспера Олсена, који је заузврат додао Кројфу да шутне лопту у празну мрежу, а Ото Версфелд, голман Хелмонда, је гледао.

### Последња сезона у Фејенорду и пензионисање
На крају сезоне 1982–83, Ајакс је одлучио да Кројфу не понуди нови уговор. Ово је разбеснело Кројфа, који је одговорио потписивањем уговора за Ајаксовог главног ривала Фејенорда.
Кројфова сезона у Фејенорду била је успешна у којој је клуб први пут после деценије освојио Ередивизију, део лига и КНВБ купа. Успех тима је био резултат наступа Кројфа заједно са Руудом Гулитом и Питером Хаутманом.
Упркос релативно поодмаклим годинама, Кројф је одиграо све првенствене утакмице те сезоне осим једног. Због свог учинка на терену, по пети пут је изабран за холандског фудбалера године. На крају сезоне је најавио коначну пензију. Своју играчку каријеру у Ередивизији завршио је 13. маја 1984. голом против ПЕЦ Зволеа. Кројф је одиграо последњу утакмицу у Саудијској Арабији против Ал-Ахлија, вративши Фејенорд у игру голом и асистенцијом.

### Тренерска каријера
Након пензионисања, Кројф је радио као тренер:
| 1985 - 1988 1988 - 1996 2009 - 2013 | АФК Ајакс ФК Барселона Каталонија |

## Репрезентативна каријера
Као холандски репрезентативац, Кројф је одиграо 48 утакмица и постигао 33 гола. Репрезентација никада није изгубила меч у којем је Кројф постигао гол. Седмог септембра 1966. званично је дебитовао за Холандију у квалификацијама за Европско првенство 1968. против Мађарске, постигавши гол у ремију 2–2. У свом другом мечу, пријатељском против Чехословачке, Кројф је био први холандски репрезентативац који је добио црвени картон. Краљевска холандска фудбалска асоцијација (КНВБ) забранила му је учешће на међународним утакмицама, али не и на утакмицама Ередивисе или КНВБ купа.
Кројф је имао посебан спонзорски уговор са Пумом. Од 1970. па надаље, носио је дрес са бројем 14 за Холандију, постављајући тренд ношења бројева дресова изван уобичајених бројева стартне поставе од 1 до 11.
Кројф је предводио Холандију до медаље вицешампиона на Светском првенству 1974. и проглашен је за играча турнира. Захваљујући мајсторству његовог тима у тоталном фудбалу, стигли су до финала, избацивши на том путу Аргентину (4–0), Источну Немачку (2–0) и Бразил (2–0). Кројф је два пута постигао гол против Аргентине у једном од најдоминантнијих наступа свог тима, а затим је постигао други гол против Бразила и избацио браниоца титуле.
Холандија се у финалу сусрела са домаћином Западном Немачком. Кројф је кренуо и лопта је 15 пута размењена од стране чланова тима Орање пре него што је прослеђена до Кројфа, који је потом прошао поред Бертија Вогтса. Кројфа је Ули Хонес фаулирао у петерцу. Јохан Нескенс је постигао гол из пенала и довео Холандију у вођство од 1 : 0, а Немци још нису имали лопту у свом поседу. Током друге половине финала, његов утицај је био угушен ефективним блокирањем од стране Вогтса, док су Франц Бекенбауер, Ули Хонес и Волфганг Оверат доминирали у средини и Немачка севратила у игру и победила са резултатом 2–1.
Кројф се повукао из међународног фудбала у октобру 1977, пошто је помогао репрезентацији да се квалификује за предстојеће Светско првенство. Без њега је Холандија поново завршила као вицешампион Светског првенства. У почетку су постојале две гласине о његовом разлозима због којих је пропустио Светско првенство 1978: или га је пропустио из политичких разлога (у то време у Аргентини је била на власти војна диктатура), или да га је жена одвратила од играња. Кројф је 2008. изјавио новинару Антонију Басасу на Радију Каталоније да су он и његова породица били предмет покушаја киднаповања у Барселони годину дана пре турнира и да је то довело до његовог пензионисања. „Да бисте играли Светско првенство морате бити 200% у реду, постоје тренуци када у животу постоје друге вредности.

## Лични живот
На венчању саиграча из Ајакса Пита Кајзера, 13. јуна 1967, Кројф је упознао своју будућу супругу, Дајану Маргарету „Дени“ Костер (рођену 1949). Почели су да се забављају, а 2. децембра 1968. године, у доби од 21 године, оженио се са њом. Њен отац је био холандски бизнисмен Кор Костер који је такође био Кројфов агент. Такође је заслужан за инжињеринг Кројфовог преласка у ФК Барселону 1973. године. Кажу да је брак био срећан скоро 50 година. Насупрот његовој добро познатој снажној личности и статусу суперзвезде, Кројф је водио релативно миран приватни живот изван света фудбала. Описиван је као веома принципијелан и одан породичан човек. Кројфова фудбалска каријера, и као играча и као менаџера, била је под великим утицајем његове породице, посебно његове супруге Дени. Он и Дени имали су троје деце. Породица је живела у Барселони од 1973. године, са шестогодишњим прекидом од децембра 1981. до јануара 1988. када су живели у Винкевену у Холандији.
Године 1977. Кројф је објавио своју одлуку да се повуче из међународног фудбала са 30 година, упркос томе што је још увек био мршав и жилав, након што је помогао земљи да се квалификује за Светско првенство 1978. Овај потез, обавијен велом мистерије и наишао на неверицу још крајем 1977. године, тек је коначно лишен своје мистичности 2008. године, када је Кројф објаснио своју одлуку у интервјуу. Још док је живео у Барселони као играч крајем 1977. године, Кројф и његова породица постали су жртве наоружаног нападача који је силом ушао у његов стан у Барселони. А човек који је тада био врхунска фудбалска суперзвезда био је суочен са избором између породичних вредности и веома обећавајуће славе на Светском првенству на крају своје међународне каријере. У интервјуу за Каталонски Радио рекао је да је покушај отмице био разлог зашто је одлучио да не оде на Светско првенство у Аргентину 1978. године. Како се присећао, „Требало би да знате да сам имао проблема на крају своје играчке каријере овде и не знам да ли знате да ми је неко [ставио] пушку у главу и везао ме и везао моју жену пред децом у нашем стану у Барселони. Деца су ишла у школу у пратњи полиције. Полиција је у нашој кући спавала три-четири месеца. Ишао сам на утакмице са телохранитељем. Све ове ствари мењају вашу тачку гледишта према многим стварима. Постоје тренуци у животу у којима постоје друге вредности. Хтели смо да ово зауставимо и да будемо мало разумнији. Био је то тренутак да напустим фудбал и нисам могао да играм на Светском првенству после овога.“
Кројф је свом трећем детету дао име по свецу заштитнику Каталоније, Светом Јордију, познатом на енглеском као Свети Георгије од Лиде. Ово је виђено као провокативан гест према тадашњем шпанском диктатору генералу Франку, који је све симболе каталонског национализма учинио нелегалним. Кројф је морао да одвезе сина назад у Холандију да региструје рођење, пошто су шпанске власти забраниле име „Јорди“. Кројфова одлука да иде тако далеко да подржи каталонски национализам део је разлога што је он херој за присталице Барселоне и каталонске националисте.
Јорди Кројф је играо за тимове као што су Барселона (док је отац Јохан био менаџер), Манчестер јунајтед, Алавес и Еспањол. Његов унук, Јесјуа Ангои, играо је за Dayton Dutch Lions. Млађи Кројф носи име „Јорди“ на дресу да би се разликовао од свог оца, што такође одражава уобичајену шпанску праксу да се играчи називају само именом или надимком. Пеп Гвардиола, Роналд Куман и Џоан Лапорта били су међу Кројфовим најближим пријатељима. Естел Кројф, Кројфова нећака, била је удата за Руда Гулита 12 година (2000–2012), а њихов син Максим Гулит игра за Камбур.
Описиавао је себе као „нерелигиозног“ и критиковао праксу побожних католичких шпанских играча: „У Шпанији сва 22 играча се крсте пре утакмице; да је успело, свака утакмица би била нерешена. Та широко цитирана изјава му је донела место на листама најбољих светских спортиста атеиста. Али 1990-их, Кројф је холандској католичкој радио станици РКК/КРО рекао да је као дете похађао недељну школу, где су га учили о Библији, и да је, иако није ишао у цркву као одрастао, веровао да „постоји нешто тамо“. Холандски еванђеоски емитер ЕО објавио је интервју вођен пре Кројфове смрти са његовим пријатељем Јоханом Дерксеном, главним уредником часописа Voetbal International. „Људи не познају правог Јохана Кројфа“, рекао је Дерксен. „Повремено сам водио лепе разговоре са њим о вери, јер смо обоје ишли у исте школе и учили о Библији.“ Кројф је такође изразио своју веру у Бога у интервјуу са Ханеке Грентеман.

## Болест, смрт и наслеђе
Кројф је од детињства увек био велики пушач све док се није подвргао хитној операцији током које му је уграђен бајпас 1991. године. Пошто је оставио пушење након операције, почео је сисати лизалице док је гледао утакмице. Он се појавио у реклами каталонског одељења за здравство, рекавши: „Фудбал ми је дао све у животу, дуван је скоро све одузео“. Након још срчаних проблема 1997. године, зарекао се да више никада неће тренирати (све до 2009.), иако је остао гласни фудбалски критичар и аналитичар.
У октобру 2015. године дијагностикован му је рак плућа. Након што је вест објављена, све утакмице Ередивизије су садржале аплауз у трајању од 14 минута, што је био његов бивши број дреса. Уочи првенствене утакмице против Ејбара на Камп Ноу (25. октобар 2015.), играчи Барселоне су показали своју подршку Кројфу носећи наранџасте мајице са натписом „Анимс Јохан“ (каталонски за „Оздрави ускоро Јохан“). Кројф је у својој недељној колумни Де Телеграф признао: „Медији су често додатни порез, али прошле недеље је то било другачије. Начин на који се одговор поставља путем разних медија у мојој ситуацији био је емотиван и дирљив. Изузетно сам поносан на захвалност коју су показали сви одговори." О његовом стању, Кројф је додао: „У међувремену, морамо да сачекамо. Заиста је неугодно што је тако брзо процурело, јер једино што сада знам је да имам рак плућа. Не више. Зато што су претраге у току.“
Средином фебруара 2016. изјавио је да је добро реаговао на хемотерапију и да "побеђује" у борби против рака. Дана 2. марта 2016. присуствовао је другог дана зимског тестирања на стази Каталонија недалеко од Барселоне и посетио је холандског возача Формуле 1 Макса Верстапена. Кројф је изгледао добро расположен и верује се да је ово био последњи пут да је виђен у јавности. Ујутро 24. марта 2016, на клиници у Барселони, Кројф је преминуо у 68. години, окружен супругом, децом и унуцима. Његов рак плућа метастазирао је на мозак и недељу дана пре смрти почео је да губи способност говора, као и делимично могућност кретања. Кремиран је у Барселони у року од 24 часа од његове смрти. Одржана је приватна церемонија којој су присуствовали само његова супруга, деца и унуци.
У року од недељу дана након његове смрти, неколико људи (укључујући играче и менаџере) и организације (укључујући клубове) одали су му почаст, посебно путем друштвених медија. Хиљаде навијача Барселоне прошло је кроз споменик Кројфу, отворен на стадиону Камп Ноу, да ода почаст. Бивши председник Барселоне Сандро Росел, који није био у добрим односима са Кројфом, био је међу првим посетиоцима меморијала. Председник Реал Мадрида Флорентино Перез предводио је делегацију Реал Мадрида на комеморацији, укључујући бивше играче Емилија Бутрагења и Амансија Амара.
Пријатељска утакмица између Холандије и Француске одржана је дан након Кројфове смрти. Утакмица је на Амстердам арени прекинута у 14. минуту пошто су играчи, особље и навијачи аплаузом дали минут за Кројфа, који је носио дрес са бројем 14 за своју земљу. Маскоте оба тима изашле су на терен у дресовима холандске репрезентације са Кројфовим бројем 14 на предњој страни, док су на трибинама за гледаоце били бројни транспаренти са једноставном поруком „Johan Bedankt“ („Хвала Јохане“).
Уочи Ел Класика против Реал Мадрида (2. априла 2016) Барселона је објавила планове за постављање пет специјалних почасти Кројфу.

## Признања

### Играч

#### Ајакс
- - Ередивизија првак: 1966, 1967, 1968, 1970. 1972, 1973, 1982, 1983.
  - Освајач Купа Холандије: 1967, 1970, 1971, 1972, 1983.
  - Европски куп: 1971, 1972, 1973
  - Интерконтинентални куп: 1972
  - УЕФА Супер куп: 1972, 1973

#### Барселона
- - Ла Лига: 1974.
  - Копа дел Реј: 1978.

#### Фајенорд
- - Ередивизија првак: 1984.
  - Освајач Купа Холандије: 1984.
  - Европски играч 20 столећа
- УЕФА признање, Златни играч Холандије

### Тренер

#### Ајакс
- - Куп Холандије: 1986, 1987.
  - Куп победника купова: 1987

#### Барселона
- - Куп Краља: 1990.
  - Ла Лига: 1991, 1992, 1993, 1994.
  - Куп победника купова: 1989
  - Европски куп: 1992.
  - УЕФА Супер куп: 1992.